# Amplification attack
Un amplification attack (attacco con amplificazione) è un tipo di attacco informatico appartenente alla famiglia dei denial of service in cui la quantità di dati generati dall'attaccante è inferiore a quella che colpisce la vittima (si parla appunto di amplificazione).
In generale la tecnica sfrutta l'IP spoofing per creare dei pacchetti che colpiscono un host intermedio. A causa della falsificazione dell'indirizzo la risposta perverrà alla vera vittima (questa tecnica si chiama Reflected attack o DRDOS). Se i pacchetti di risposta sono più grossi di quelli iniziali si è in presenza dell'amplificazione. Se definiamo {\displaystyle B_{a}} la banda impiegata dall'attaccante e {\displaystyle B_{v}} la banda che colpisce la vittima si definisce {\displaystyle r={\frac {B_{v}-B_{a}}{B_{a}}}} il rapporto di amplificazione. Es. se l'attaccante impiega una banda pari a 100 e la vittima subisce una banda di 110 il rapporto di amplificazione è del 10%.
Questo attacco (normalmente lanciato in maniera distribuita in rete) ha come vantaggio quello di richiedere all'attaccante una banda inferiore a quella che effettivamente colpisce la vittima.
È possibile effettuare l'amplificazione sfruttando numerosi protocolli di rete, di cui riportiamo una lista:
- smurf: sfrutta il protocollo ICMP
- fraggle: sfrutta il protocollo UDP[1]
- DNS amplification attack: sfrutta il protocollo DNS[2]
- Amplification Vulnerability in SIP: sfrutta una vulnerabilità nell'architettura SIP[3]